# Die Liktoren bringen Brutus die Leichen seiner Söhne

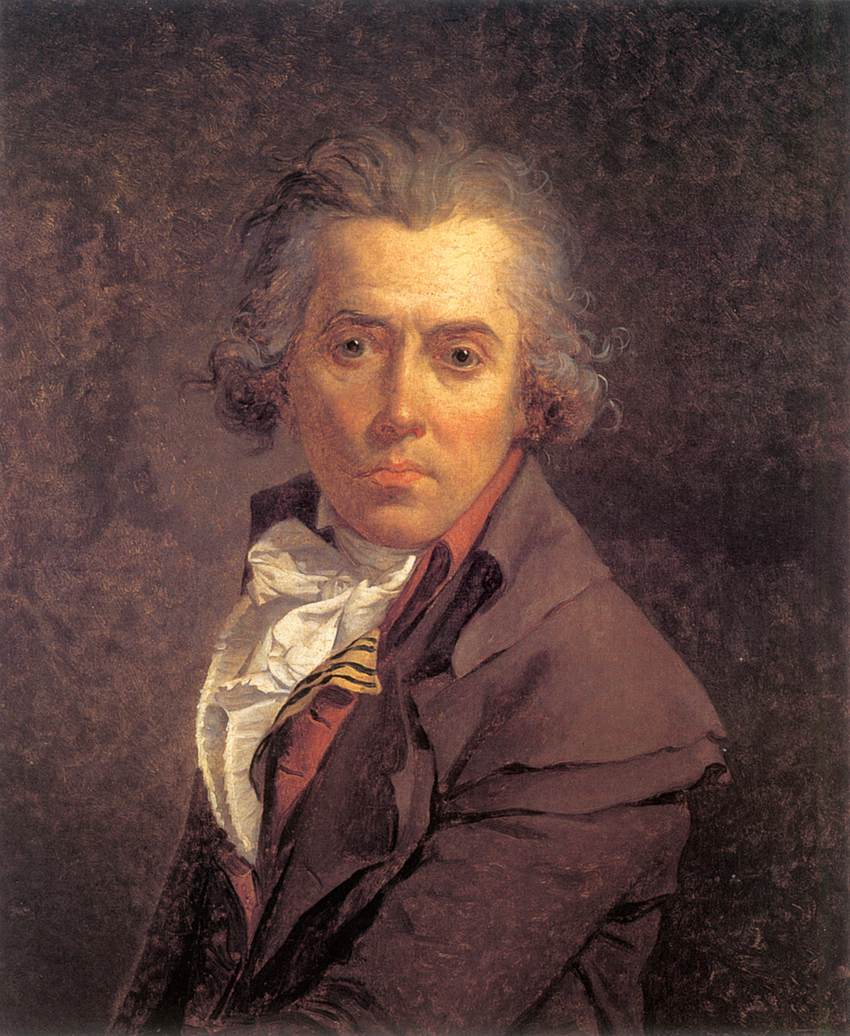
Jacques-Louis David: Selbstporträt (1791)

Die Liktoren bringen Brutus die Leichen seiner Söhne (französisch Les licteurs rapportent à Brutus les corps de ses fils) ist ein Gemälde des französischen  Historienmalers Jacques-Louis David aus dem Jahr 1789. In diesem Bild repräsentiert Lucius Iunius Brutus, der legendäre erste römische Konsul, die unerschütterliche Hingabe an die Römische Republik jenseits aller privaten Interessen. In der politisch aufgeladenen Ära der Französischen Revolution war das Gemälde aufgrund seiner Bezüge zur bürgerlichen Tugend und Opferbereitschaft für die Nation äußerst populär und stieß auf eine große Resonanz bei der erstarkenden republikanischen Bewegung.

## Geschichte

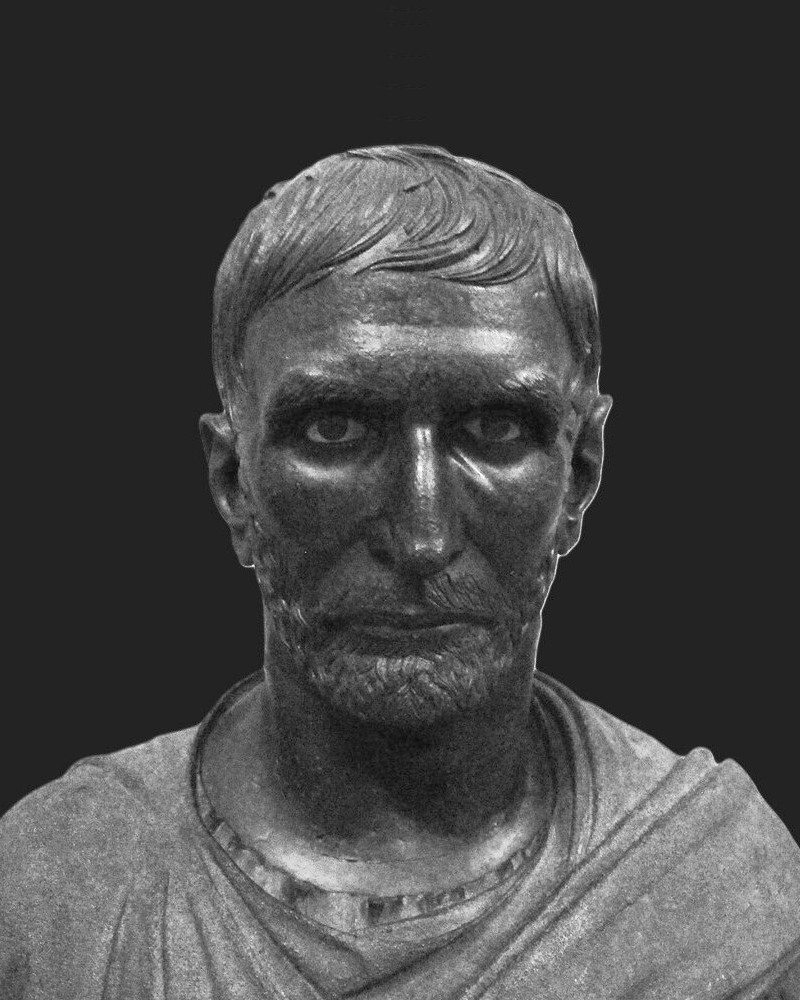
Kapitolinischer Brutus aus dem Konservatorenpalast

Lucius Iunius Brutus war nach Livius und Plutarch maßgeblich an der Vertreibung des letzten etruskischen Königs Tarquinius Superbus im Jahr 509 v. Chr. beteiligt und begründete damit die römische Republik. Seine Söhne Titus und Tiberius hatten sich allerdings mit den Tarquiniern verschworen, die Republik zu stürzen und die Monarchie wiederherzustellen. Brutus musste in seiner Position als Konsul ihre Hinrichtung anordnen und ließ sie enthaupten. Auf diese Weise wurde Brutus auf Kosten seiner eigenen Familie zum heldenhaften Verteidiger der Republik. Das Gemälde stellt den Moment dar, als die Liktoren die Leichen der hingerichteten Söhne in das Haus des Brutus bringen. Diese Szene wird allerdings weder bei Livius noch bei Plutarch beschrieben.

## Bildbeschreibung
Der Raum wird durch Mauern, Säulen, Gebälk und drapierte Stoffbespannungen begrenzt, die einen tieferen Blick in den Hintergrund verhindern. Die basislosen Säulen mit ihren Kapitellen aus Abakus und Echinus entsprechen der Dorischen Ordnung, weisen allerdings weder eine Kannelierung noch eine Entasis auf. Die Säulen haben zudem einen überproportionalen Schaftdurchmesser und der Säulenabstand ist verhältnismäßig gering. Der Architrav des Gebälks ist ungewöhnlich flach und ein Triglyphenfries ist entgegen der antiken Tradition nicht vorhanden, so dass sich die Architektur nicht unmittelbar auf antike Vorbilder zurückführen lässt. 
Die Szenerie wird von links oben und waagrecht durch die Türöffnung beleuchtet und dadurch in zwei Zonen unterschiedlicher Helligkeit unterteilt. Die Farbtöne sind überwiegend ocker, orange, braun und hellblau gehalten. In der verschatteten linken Hälfte, in der dunkle Brauntöne vorherrschen, sieht man Brutus auf einer sella curulis sitzend. Er scheint angesichts des Vorgangs hinter ihm innezuhalten. In seiner linken Hand hält er verkrampft eine zerknitterte Papierrolle. Es könnte sich um ein Dekret handeln, in dem der Beschluss zur Hinrichtung seiner Söhne protokolliert wird. Brutus hat seinen rechten Arm abgewinkelt und scheint sich mit dem Ellenbogen auf einem Sims abzustützen. Seine Füße berühren übereinander gesetzt mit angespannten Zehen ein kleines Podest. Hinter ihm sieht man eine Bronzestatue der Göttin Roma. Auf dem Sockel der Statue befindet sich ein Relief der Kapitolinischen Wölfin.
Im Hintergrund bringen die Liktoren auf zwei Bahren die Leichen der Söhne in das Wohnhaus. Das durch die Türöffnung einfallende Licht beleuchtet eine der Bahren. Die Leiche, die auf einem blauen Tuch liegt, wird von der Statue der Roma verdeckt, so dass man nur die bleichen Beine deutlich erkennen kann. Der vordere Träger der Bahre, dessen Kopf im Profil dargestellt ist, wird noch von dem einfallenden Licht erfasst. Die Träger mit der zweiten Bahre haben sich bereits in den dunkleren Hintergrund abgewendet. Den hinteren Träger kann man noch in Rückenansicht erkennen. Von der aufgebahrte Leiche des zweiten Sohnes sieht man perspektivisch verkürzt die Schultern und einen Teil des Oberkörpers. Die Halspartie mit dem fehlenden Kopf wird durch den Träger verdeckt.
Im Bildzentrum befindet sich ein leerer Stuhl und ein Tisch mit oranger bordierter Tischdecke, auf dem ein Wollknäuel und ein Korb mit einer unvollendeten Näharbeit liegen. Aus dem Korb ragt eine Schere. Rechts an den Tisch anschließend sieht man Vitellia, die Ehefrau des Brutus, und seine Töchter. Vitellia deutet wehklagend mit ausgestreckter Hand in Richtung der Liktoren. Ihre Körperhaltung und der mit einem Umhang drapierte Stuhl lassen vermuten, dass sie sich soeben von ihrem Stuhl erhoben hat. Mit dem anderen Arm stützt sie nun den Körper einer Tochter, die offenbar ohnmächtig geworden ist. Die andere Tochter hebt abwehrend beide Arme und drängt sich schutzsuchend an die Mutter. Am rechten Bildrand verbirgt eine Frau ihr Gesicht in einem blauen Tuch. Das Alter der Person lässt sich schwer einschätzen, zumal David die Armmuskulatur ausgeprägt gestaltet hat.
In der linken unteren Ecke signierte der Künstler sein Werk mit der Inschrift L. David. f. bat parisiis anno 1789 und teilte dadurch mit, dass er dieses Gemälde im genannten Jahr für die Einwohnerschaft von Paris (Parisiis) angefertigt hat (faciebat).

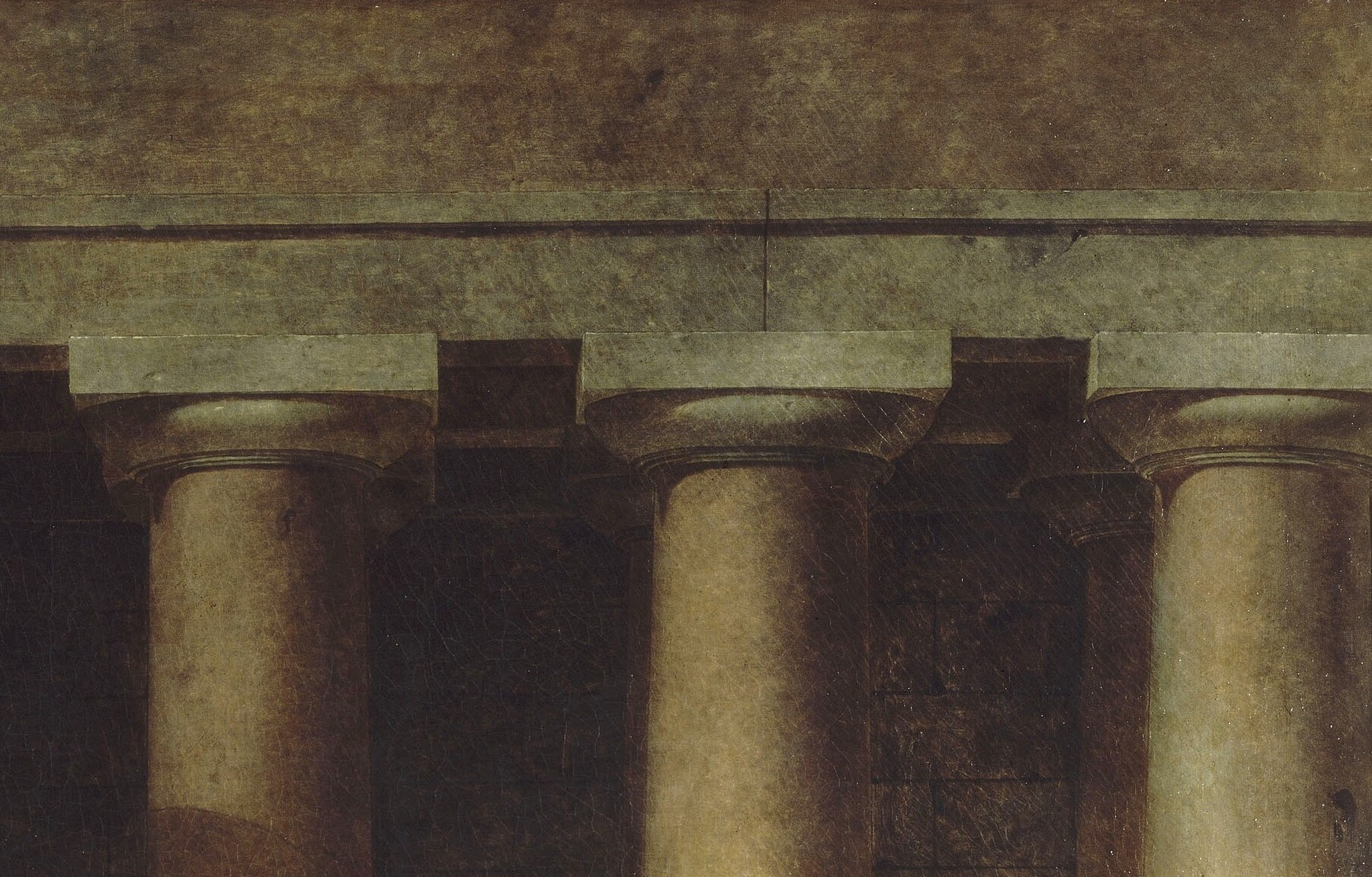
Dorische Ordnung im Hintergrund
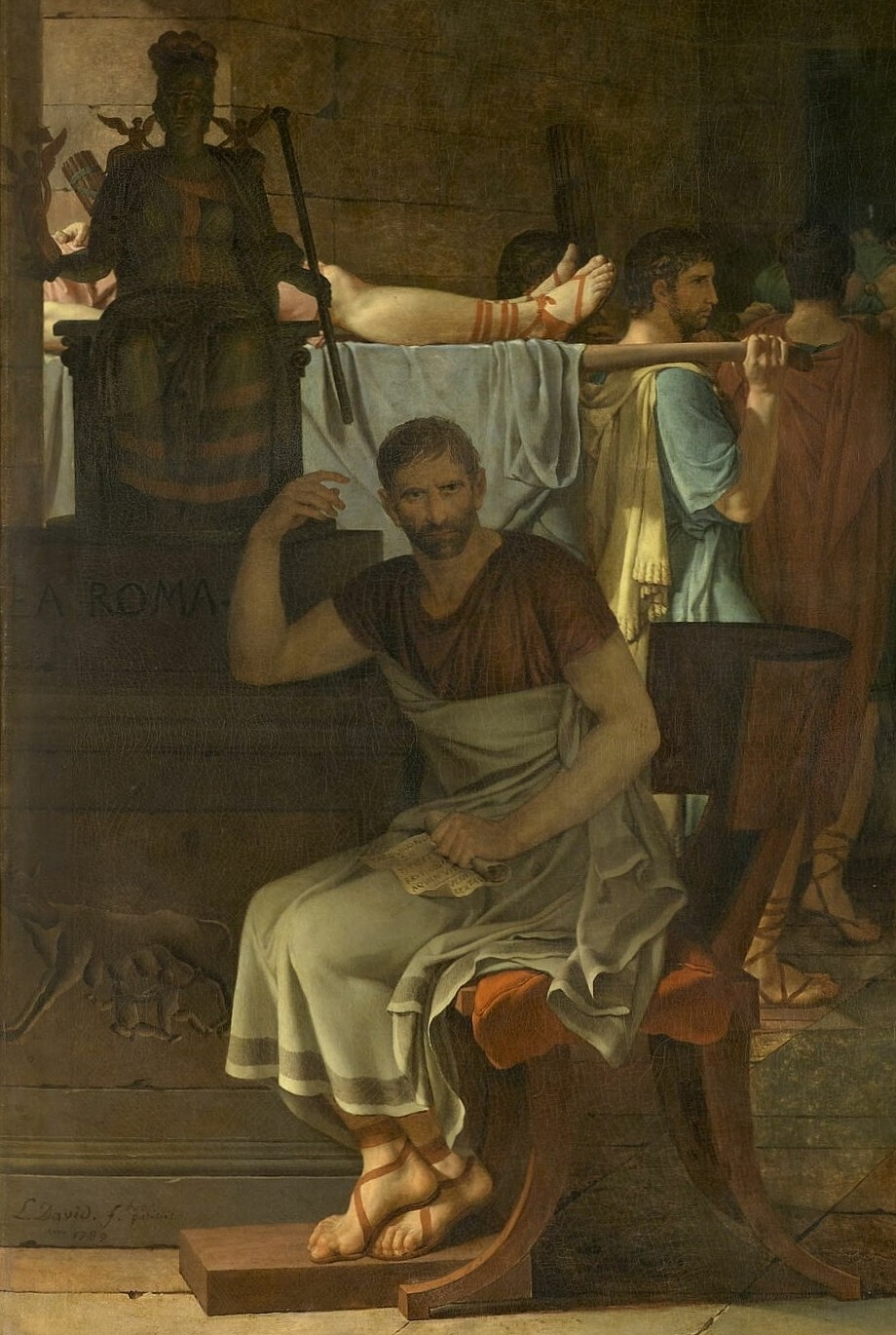
Brutus mit der Göttin Roma
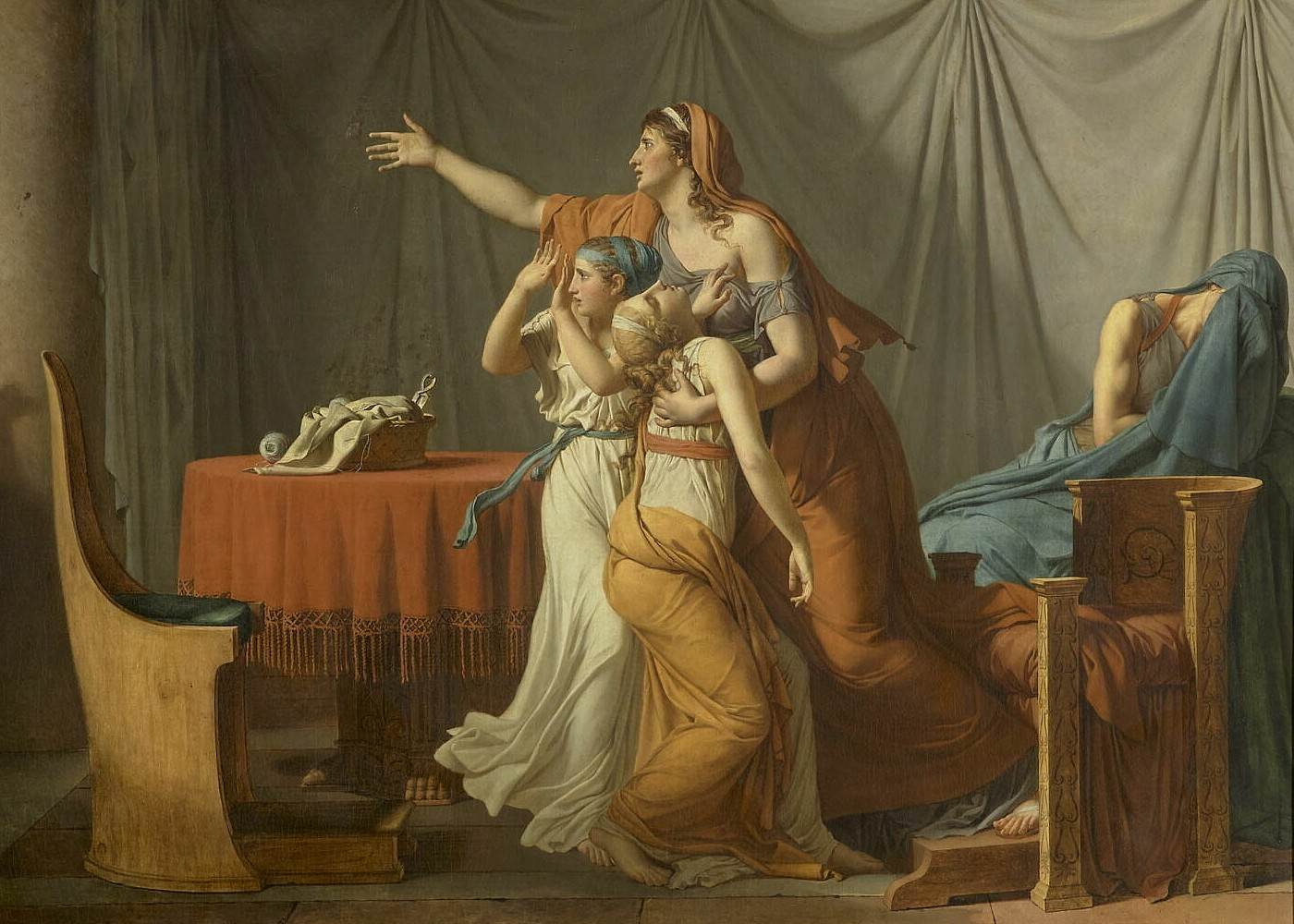
Vitellia mit ihren Töchtern

## Entstehung

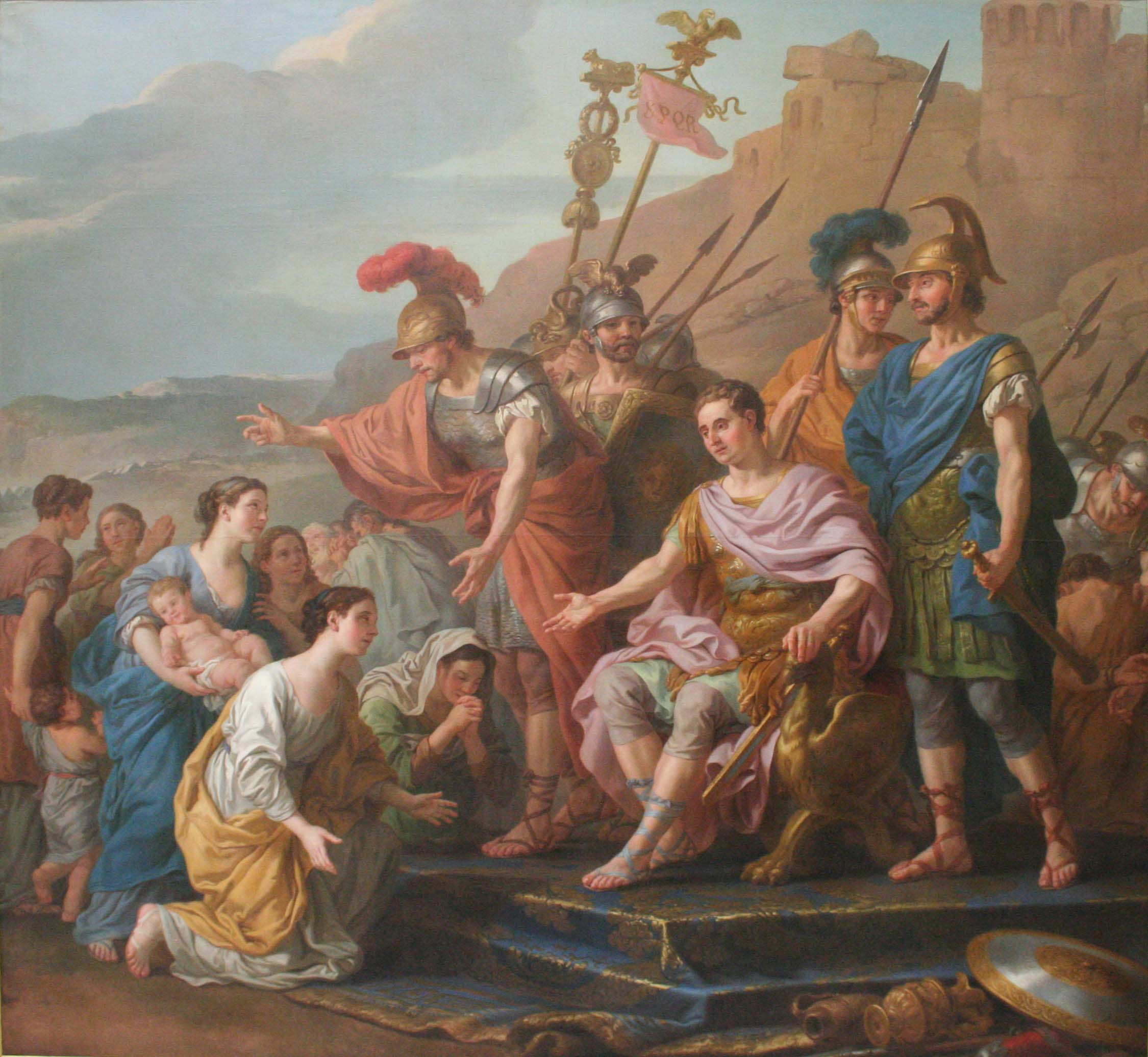
Joseph-Marie Vien: La famille de Coriolan venant le fléchir et le détourner d’assiéger Rome (1771)

1787 wurde David von der königlichen Kulturverwaltung (Bâtiments du Roi) beauftragt, ein Gemälde aus dem Leben von Gnaeus Marcius Coriolanus anzufertigen. Coriolanus war der Sage nach ein Feldherr der frühen Republik, der aus Rom verbannt worden war und daraufhin einen Krieg gegen seine Heimatstadt führte, den er erst auf Bitten seiner Familie abbrach. Diese Szene, die schon sein Lehrmeister Joseph-Marie Vien als Thema eines Gemäldes umgesetzt hatte, sollte David nun darstellen, aber er entschied sich für ein Bild mit Brutus, das ebenso wie sein 1784 geschaffenes Gemälde Der Schwur der Horatier die Themen Pflicht, Loyalität und Tugend zum Gegenstand hat. Zwischen 1785 und 1786 hatte sich David bereits mit dem Thema beschäftigt und Brutus bei der Exekution seiner Söhne skizziert. Nun aber wählte er mit der Herbeibringung der exekutierten Söhne eine völlig andere Szene.
David begann mit ersten Vorarbeiten bereits 1787, somit zwei Jahre vor den revolutionären Ereignissen, wie eine datierte Vorzeichnung belegt. Allerdings scheint der Künstler die Kulturverwaltung erst Anfang 1789 von seinem neuen Konzept unterrichtet zu haben. Es gibt eine Reihe von Studien, die bereits die wesentlichen Elemente des Gemäldes beinhalten: Der nachdenkliche Brutus mit der Göttin Roma im linken Bildfeld, dahinter die Liktoren mit den Leichen seiner Söhne, der leere Stuhl im Bildzentrum und rechts daneben seine verzweifelte Frau mit den beiden Töchtern. Auf frühen Skizzen befinden sich um die trauernde Frauengruppe noch weitere Personen, die später durch Mobiliar ersetzt wurden. Man kann aber auch erkennen, wie David den Hintergrund architektonisch immer mehr verdichtet und schließlich in zwei Zonen gliedert hat. Auf der Ölskizze aus dem Schwedischen Nationalmuseum in Stockholm sieht man links im Hintergrund den auf einer Lanze aufgespießten Kopf eines Sohnes, auf den sich Vitellias Blick richtet. In seiner Endfassung des Gemäldes verzichtete David auf dieses Detail.
Schon früh ging man davon aus, dass David als Vorlage für den Darstellung des Brutus die antike römische Bronzebüste des Kapitolinischen Brutus verwendete. Von dieser Skulptur wurde schon damals angenommen, dass sie Lucius Iunius Brutus darstellt, den legendären ersten Konsul der Römischen Republik. David fertigte wahrscheinlich auf seiner zweiten Romreise zwischen Oktober 1784 und August 1785 eine Zeichnung des kapitolinischen Brutus an. Die edlen und doch grimmigen Züge des Konsuls finden sich wieder im Gesicht des Protagonisten von Davids Gemälde.

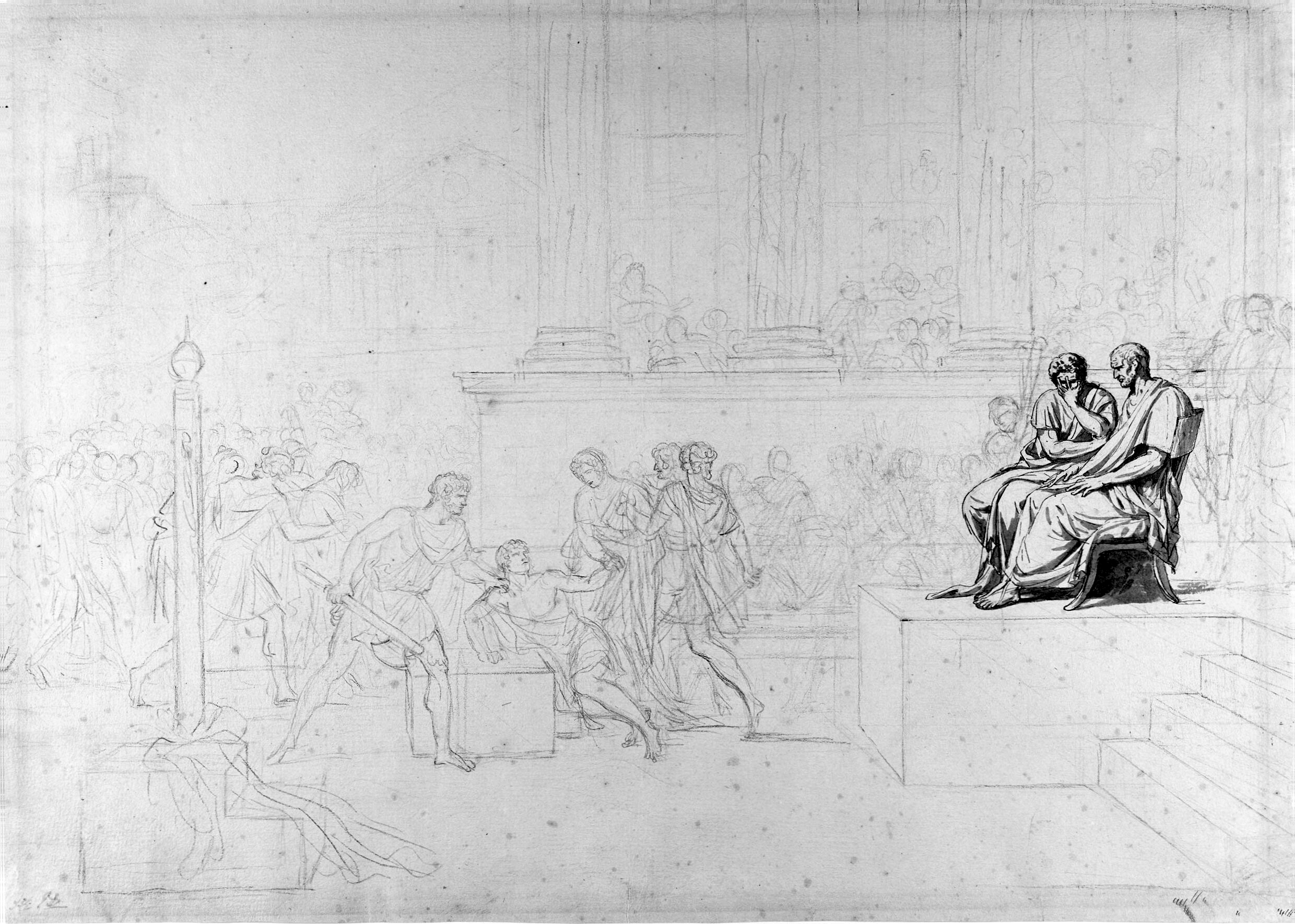
Studie zur Exekution der Söhne von 1785/1786 (Morgan Library & Museum)
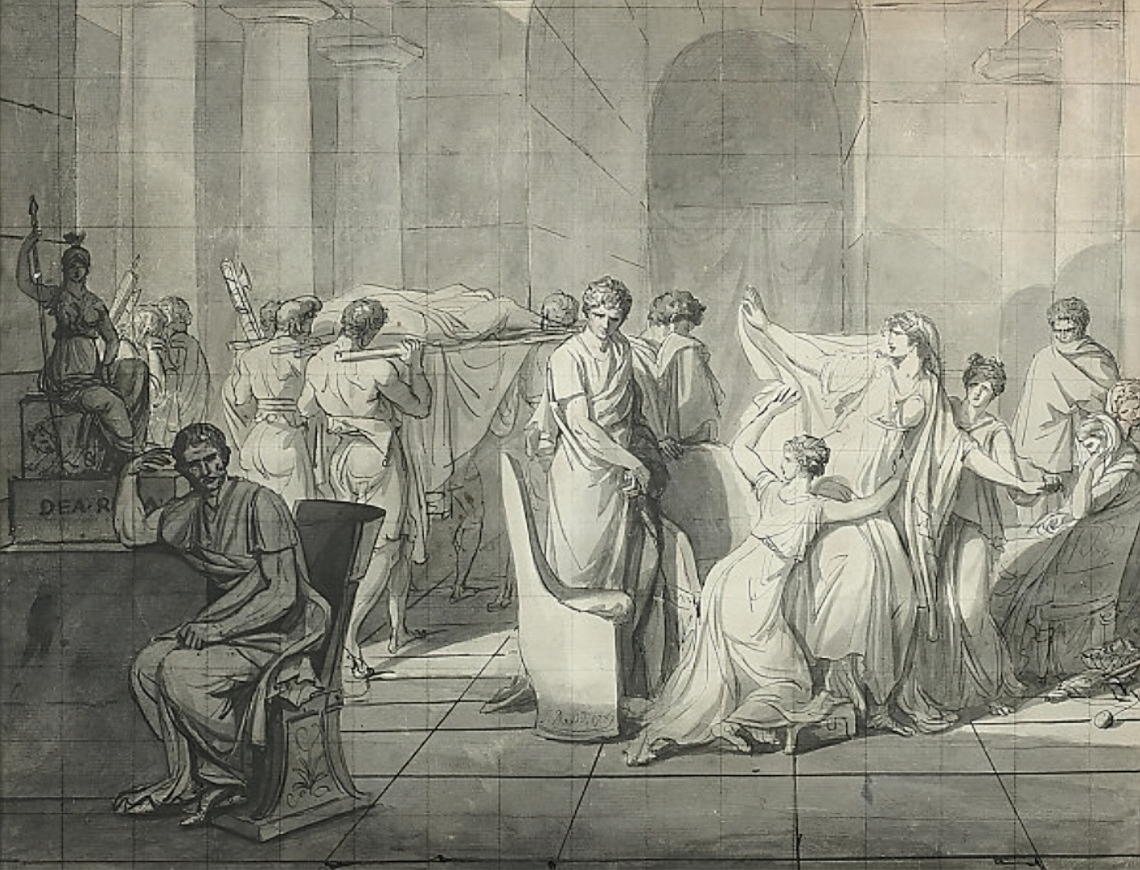
Studie in Tusche und schwarzer Kreide von 1787 (Metropolitan Museum of Art)
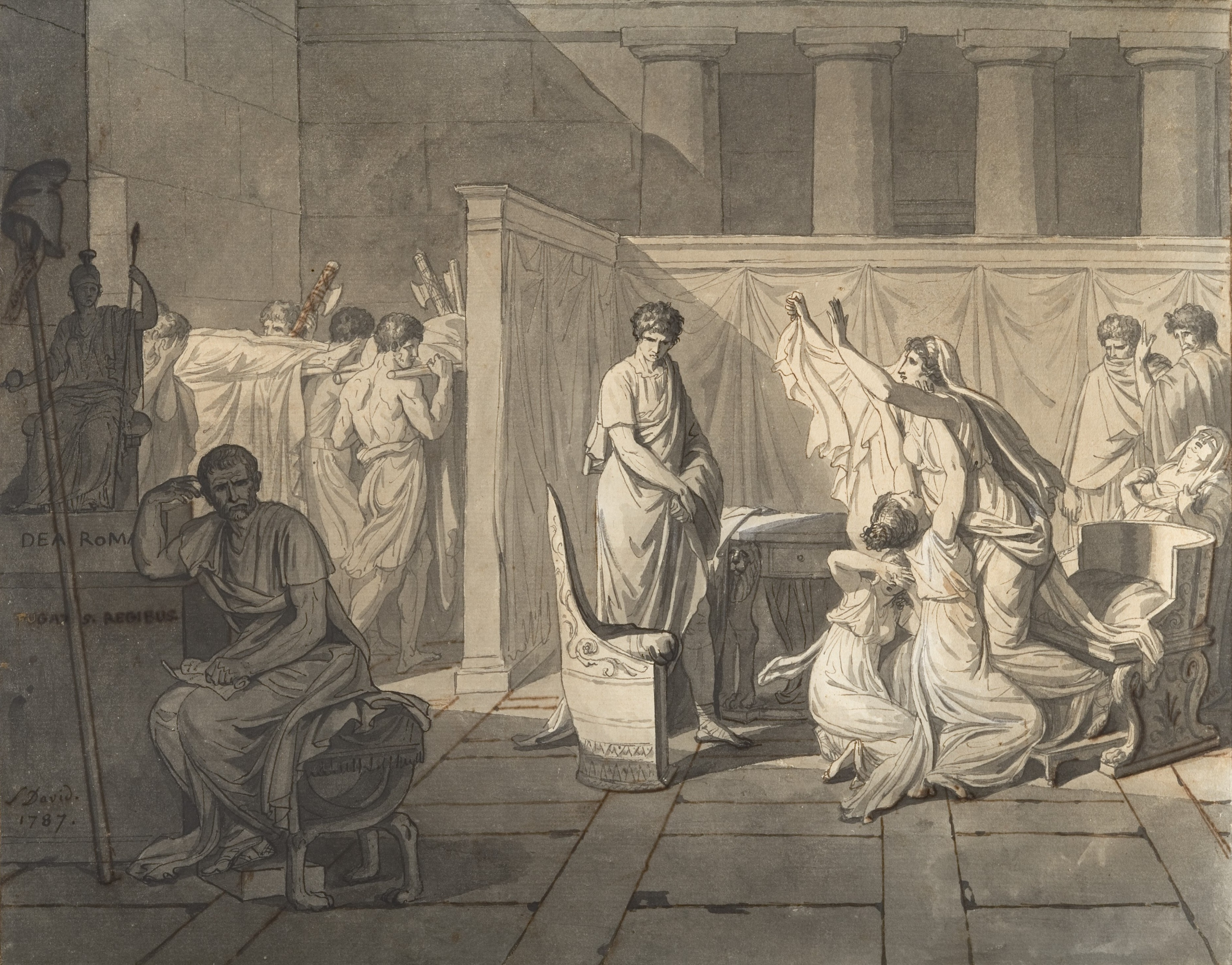
Studie in Tusche und schwarzer Kreide von 1787 (Metropolitan Museum of Art)
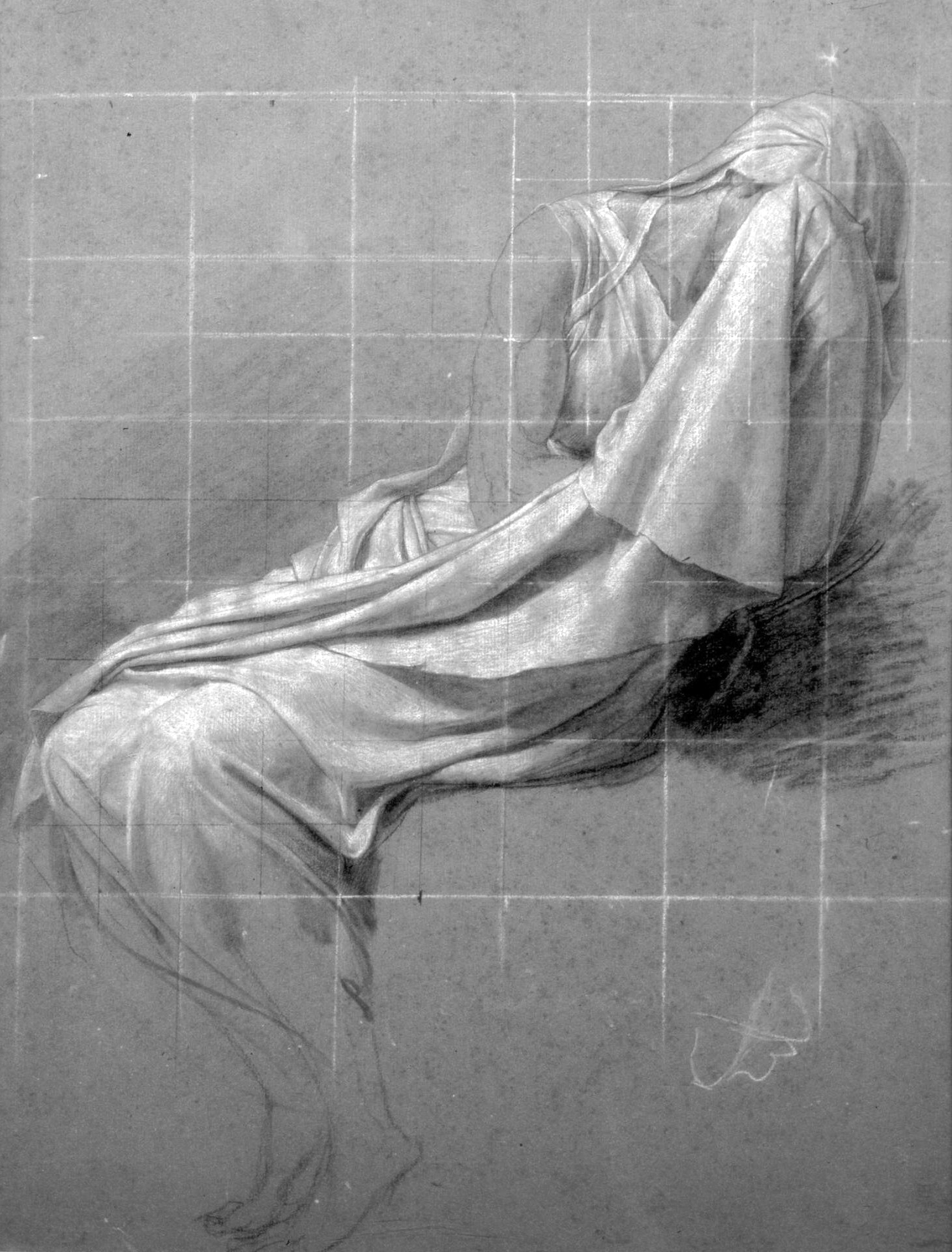
Detailstudie in Kreide mit Raster auf Papier von 1787 (Musée des Beaux-Arts de Tours)
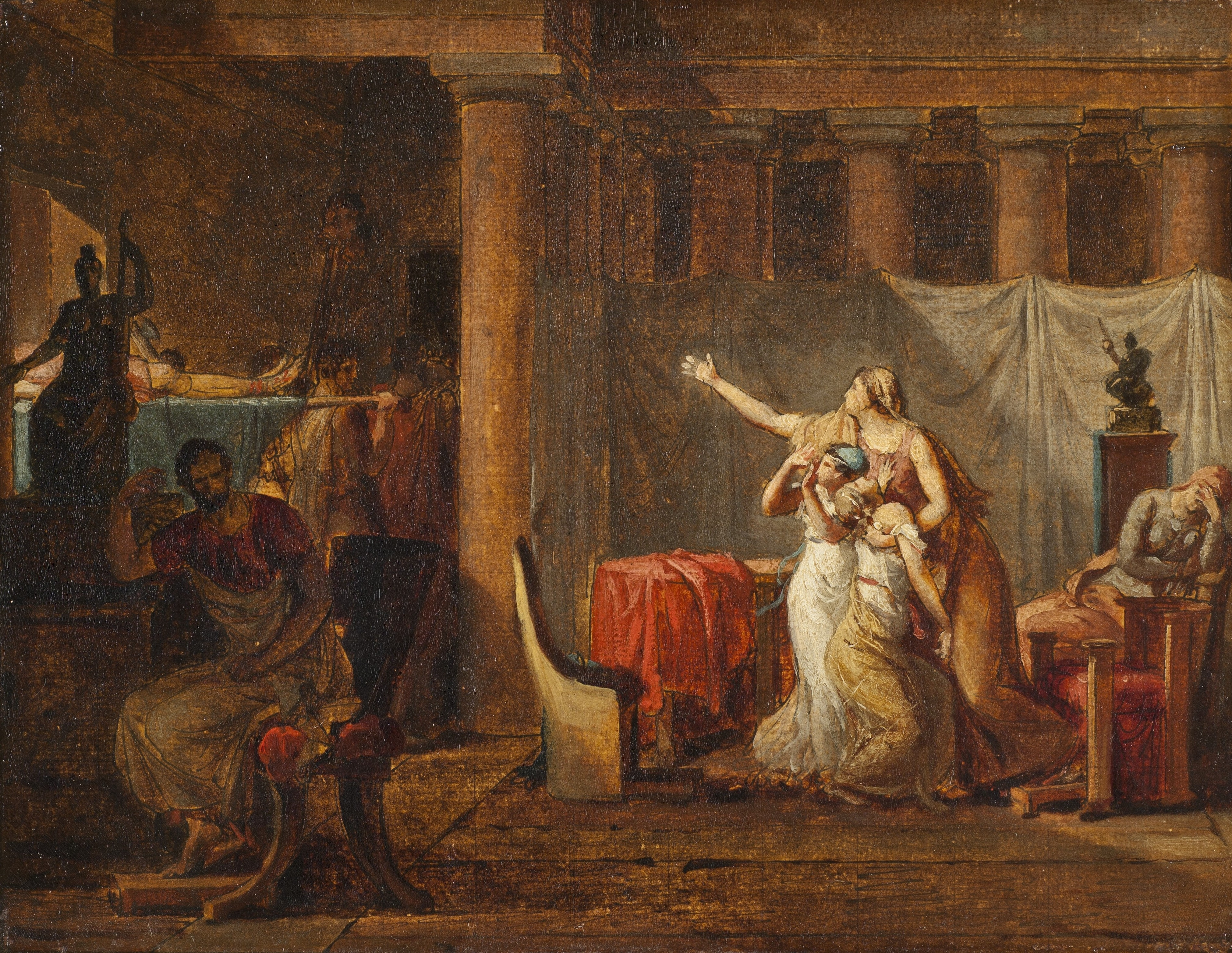
Studie in Ölfarben von 1788/1789 (Schwedisches Nationalmuseum)
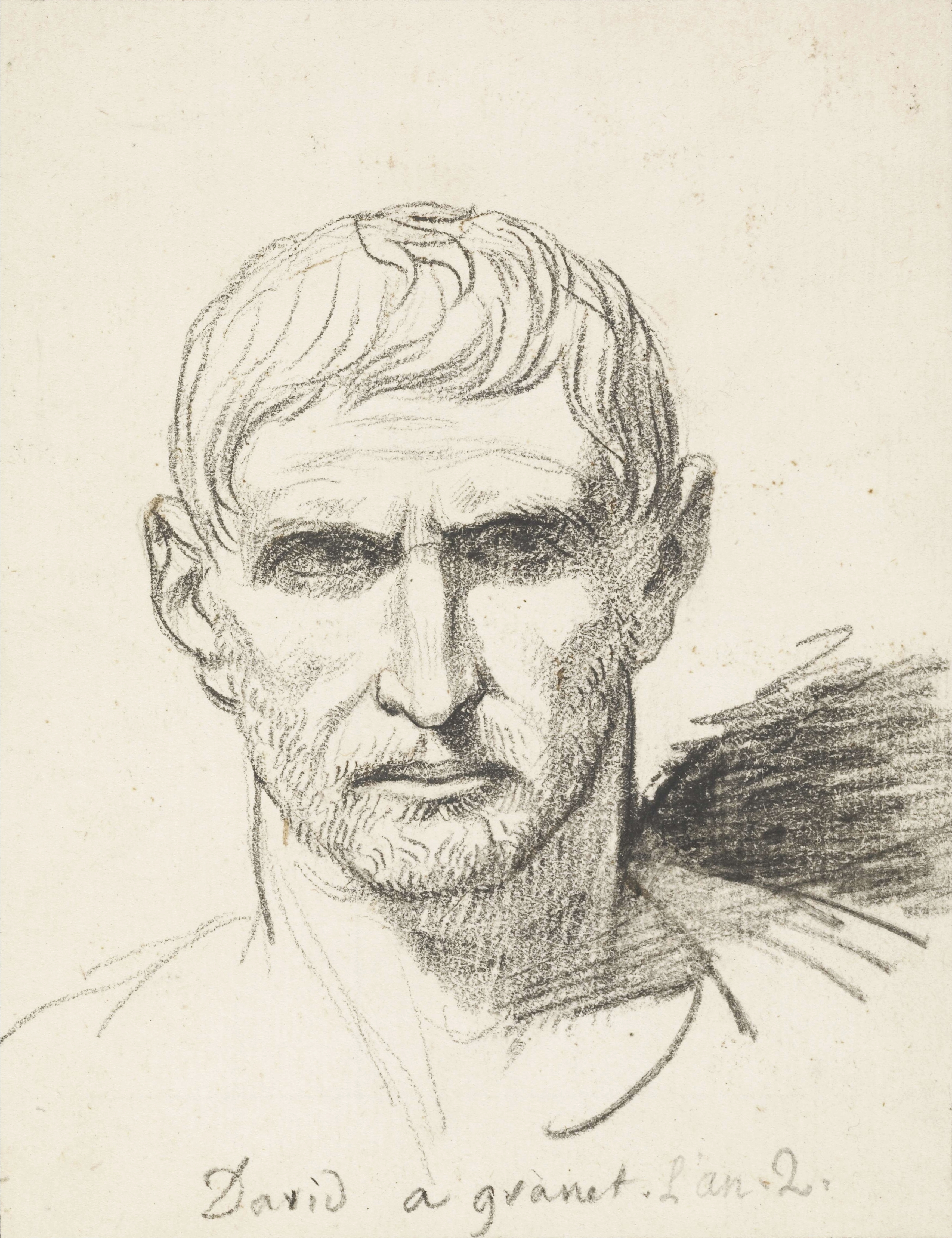
Kopf des Brutus von 1784/1785 (British Museum)

## Rezeption

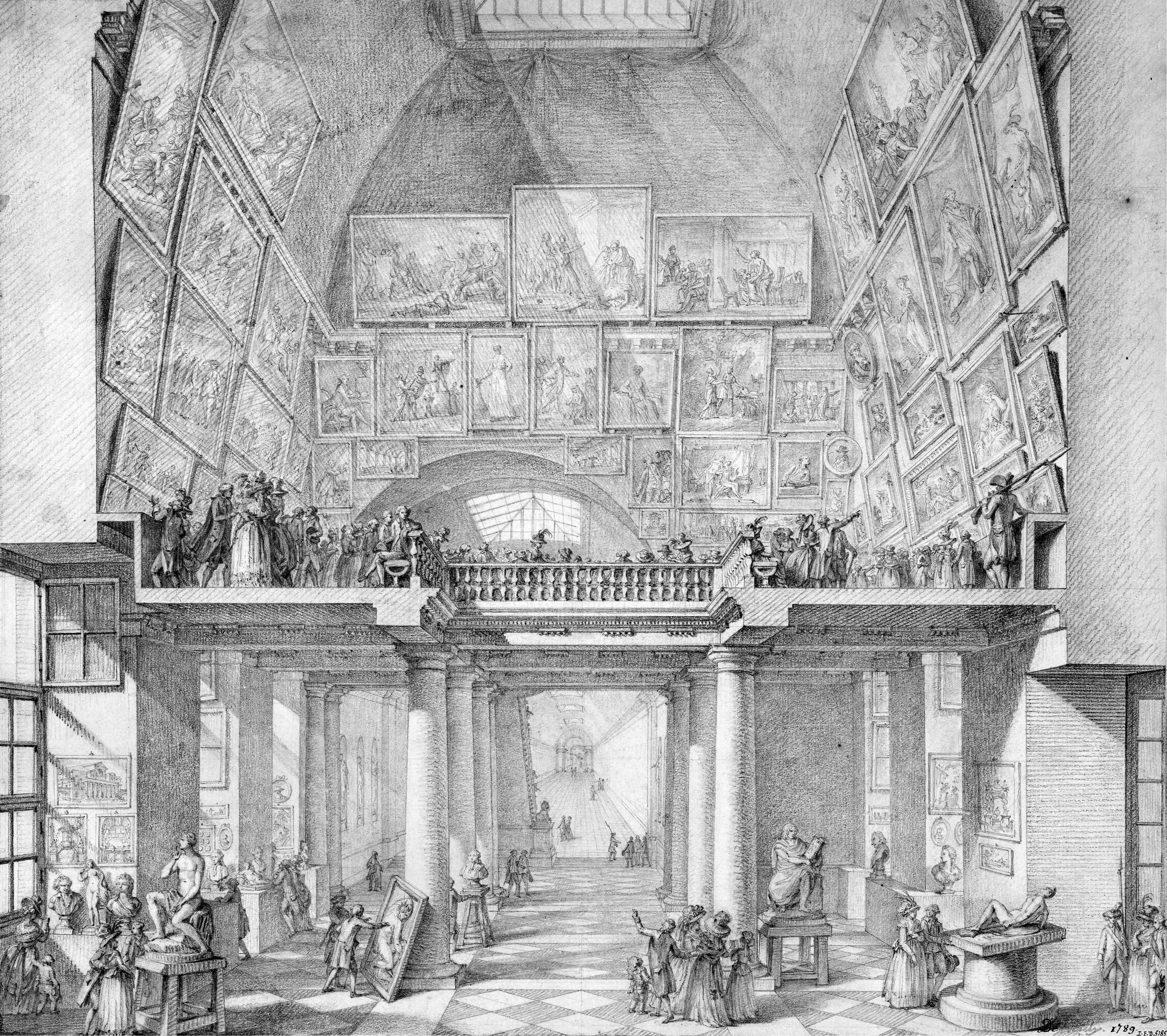
Charles de Wailly: Salon de Paris (1789)

Nachdem David sein fertiggestelltes Gemälde 1789 eingereicht hatte, verweigerte die königliche Kulturverwaltung eine Präsentation auf dem Pariser Salon, der von der Königlichen Akademie für Malerei und Bildhauerei organisierten offiziellen Kunstausstellung. Alle im Salon auszustellenden Gemälde wurden hinsichtlich ihres gesellschaftspolitischen Inhalts geprüft. Offensichtlich erkannte man die politische Brisanz des Werkes, da es auf eine neue Gesellschaftsform vorauszuweisen scheint. Daraufhin warfen die Zeitungen den Behörden in einer Pressekampagne Zensur vor, so dass die Kulturverwaltung schließlich gezwungen war, das umstrittene Gemälde doch im Salon auszustellen. Auf einer Zeichnung des Salons von Charles de Wailly findet man das Bild rechts oben auf der Stirnseite.
Das Gemälde stieß auf eine enorme Resonanz und war ebenso wie die Büste des Kapitolinischen Brutus während der ersten Jahre der Revolution sehr populär. David fertigte 1790 auch eine Zeichnung des Brutus an, um dem Publikum in Nantes einen Eindruck von Brutus auf seinem zwischenzeitlich berühmten Historienbild zu vermitteln. In einer Aufführung von Voltaires Brutus wurde 1790 die Szene aus dem Gemälde auf der Theaterbühne nachgestellt und erregte gewaltiges Aufsehen, da die Handlung des Dramas und Davids Gemälde nun in einem unmittelbaren Zusammenhang mit einem möglichen republikanischen Umsturz wahrgenommen wurden. 1791 wurde Davids Werk erneut im Salon präsentiert. Seit 1793 gehört das Werk zur Gemäldesammlung des Louvre und wird zusammen mit anderen bedeutenden Bildern von David dauerhaft ausgestellt.
Zur Popularität des Bildes hat sicherlich beigetragen, dass es im Jahr der Französischen Revolution fertiggestellt wurde. Fraglich ist allerdings, ob das Bild auch als ein revolutionäres Werk beabsichtigt war, das einen direkten Bezug zu den politischen Ereignissen herstellen und einen Umsturz propagieren sollte. Schon damals stellten einige Zeitgenossen die revolutionären Absichten Davids in Frage. Seine Begeisterung für die republikanische Sache ist zumindest in diesem frühen Stadium tatsächlich umstritten. Insofern geht man heute im Allgemeinen davon aus, dass seine malerischen Ambitionen prosaischer waren und sein Werk lediglich von zeitgenössischen Themen inspiriert wurde.

## Bildanalyse

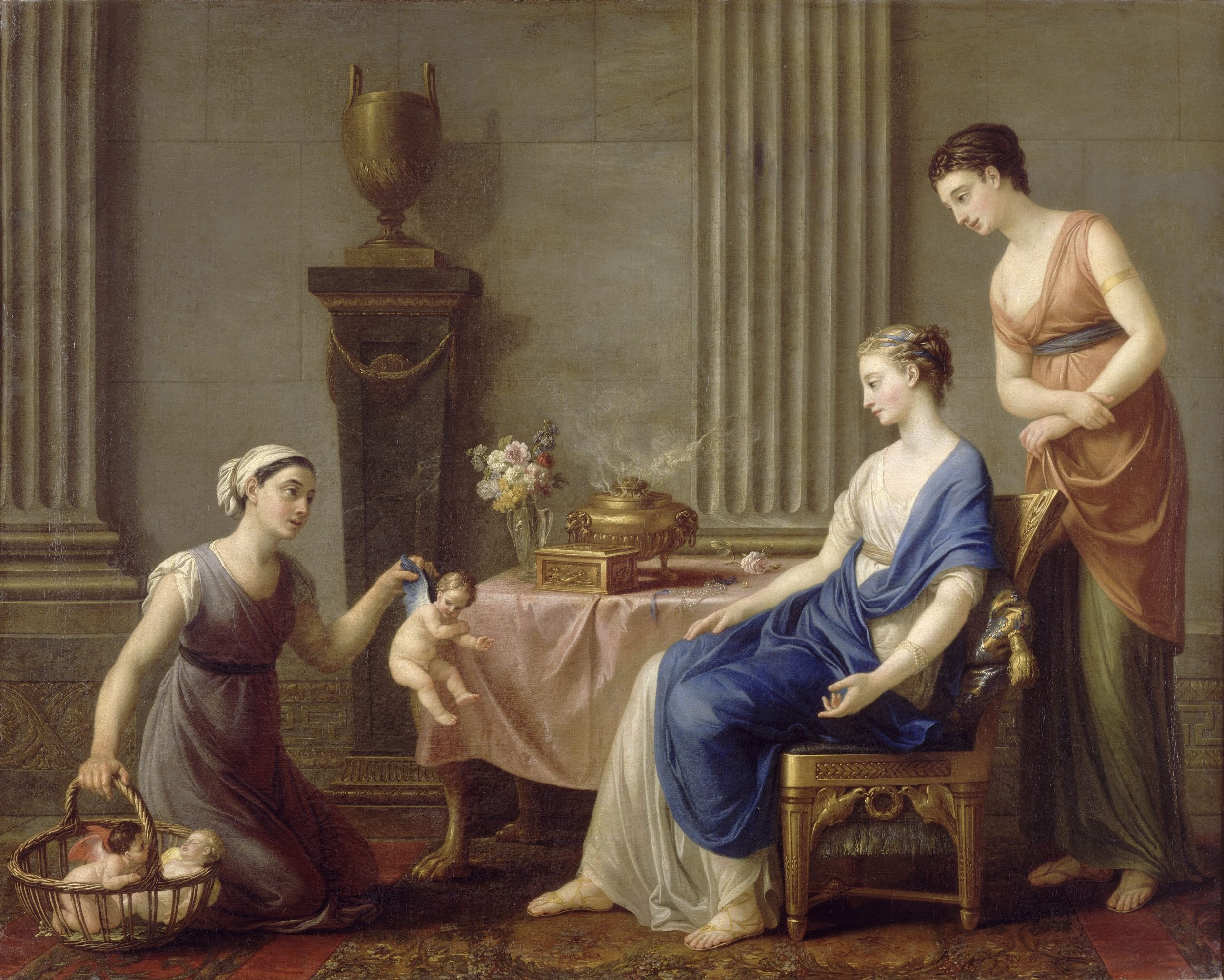
Joseph-Marie Vien: Die Amorettenhändlerin (1763)

Die Ästhetik des Gemäldes ist geprägt vom Klassizismus des späten 18. Jahrhunderts. Davids Lehrer Joseph-Marie Vien hatte 25 Jahre zuvor den französischen Klassizismus eingeleitet, um die Krise zu überwinden, in der sich die spätbarocke Kunst nach allgemeiner Einschätzung befand. Klassizistische Werke zeichnen sich im Gegensatz zur Barockkunst durch eine einfache, nüchterne und klare, gelegentlich auch strenge Formensprache aus. Erklärtes Ziel war, eine idealisierte Schönheit durch Vollkommenheit in Maß und Harmonie hervorzubringen. 
Die Komposition des Gemäldes wird demgemäß bestimmt durch strenge horizontale und vertikale Linienelemente und eine Rationalisierung der Flächenordnung. Auf einigen Skizzen kann man auch ein Raster erkennen, das offenbar dazu dienen sollte, die Bildfläche geometrisch zu strukturieren und dadurch in eine absolut gültige Form zu bringen. Von grundsätzlicher Bedeutung ist hier, dass in Davids Gemälde die Ordnung der Bildfläche weit größeres Gewicht hat als die Ordnung des Bildraums. David beachtet daher nicht mehr die alte Regel von der Dominanz der Mitte, sondern baut zwischen dezentral positionierten Figuren, die in der Bildfläche ausgewogen verteilt werden, einen Spannungsbogen auf. 
Aufgrund seiner Thematik ist Davids Gemälde der narrativen Historienmalerei zuzuordnen, die von Charles Le Brun (1619–1690), dem Hofmaler von Ludwig XIV. und Mitbegründer der Königlichen Akademie für Malerei und Bildhauerei, als den Gipfel jeglicher künstlerischen Tätigkeit betrachtet wurde. Le Brun definierte die Historienmalerei in einer auch für das 18. Jahrhundert verbindlichen Form. Ein Historienbild sollte demnach eine möglichst komplexe Handlung wiedergeben und hierin mit der Literatur konkurrieren können. Le Brun demonstrierte insbesondere in seinem Alexanderzyklus seine Vorstellung von der Historienmalerei.

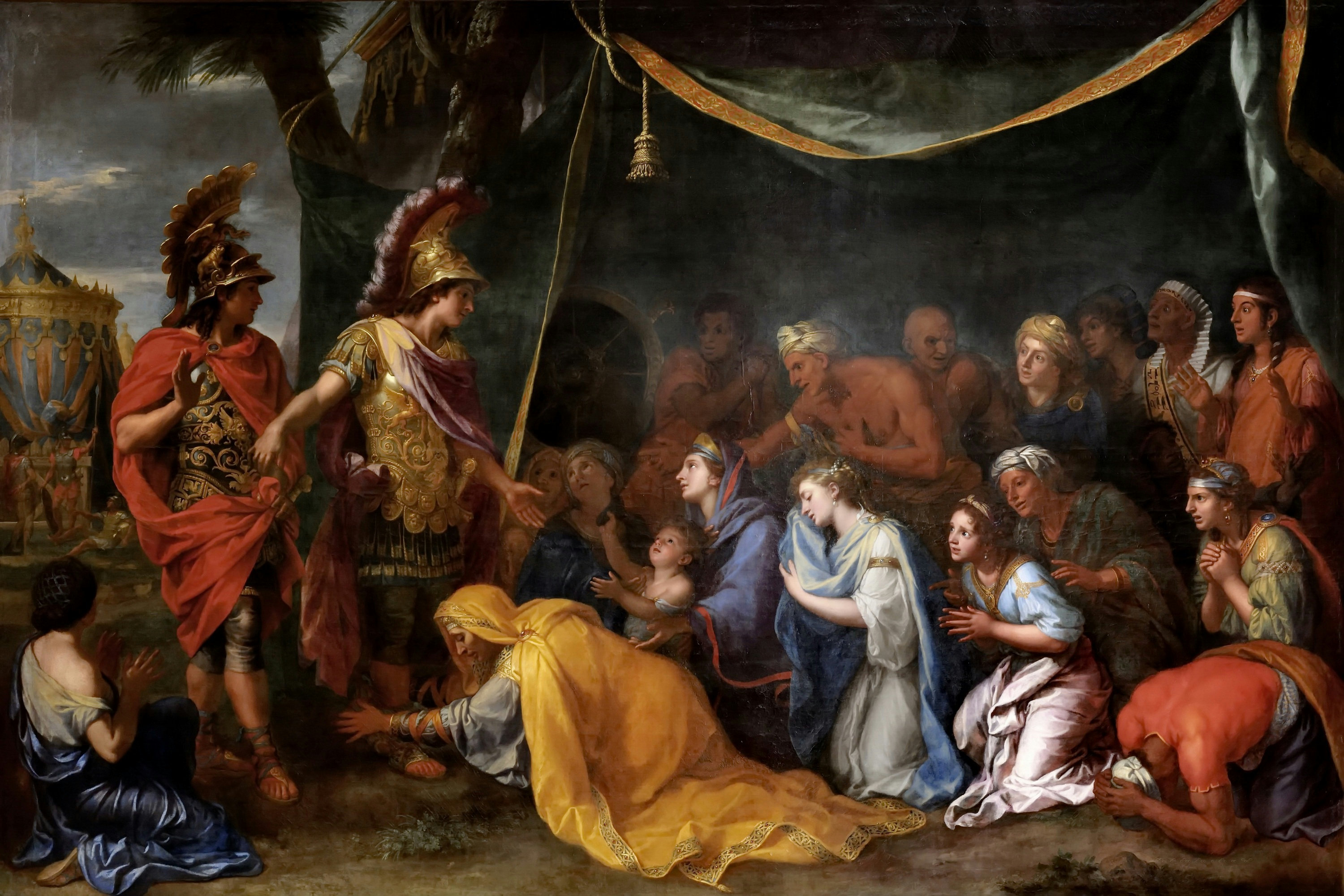
Charles Le Brun: Die Königinnen von Persien zu Füßen Alexanders (1660/1661)

Davids Werk folgt zunächst der klassischen Leserichtung eines Historienbildes. Man beginnt seine Lektüre von links und bemerkt zuerst im Hintergrund die Liktoren mit den Leichen der Söhne und dann den grübelnden Brutus im Vordergrund. Anschließend sieht man die trauernden Frauen, die auf den Anblick der Leichen reagieren, und zum Abschluss die verhüllte Gestalt ganz rechts. Diese Struktur hatte David bereits seinem Gemälde Der Schwur der Horatier von 1784 unterlegt. Allerdings bricht David nun mit mehreren Prinzipien der klassischen Komposition.

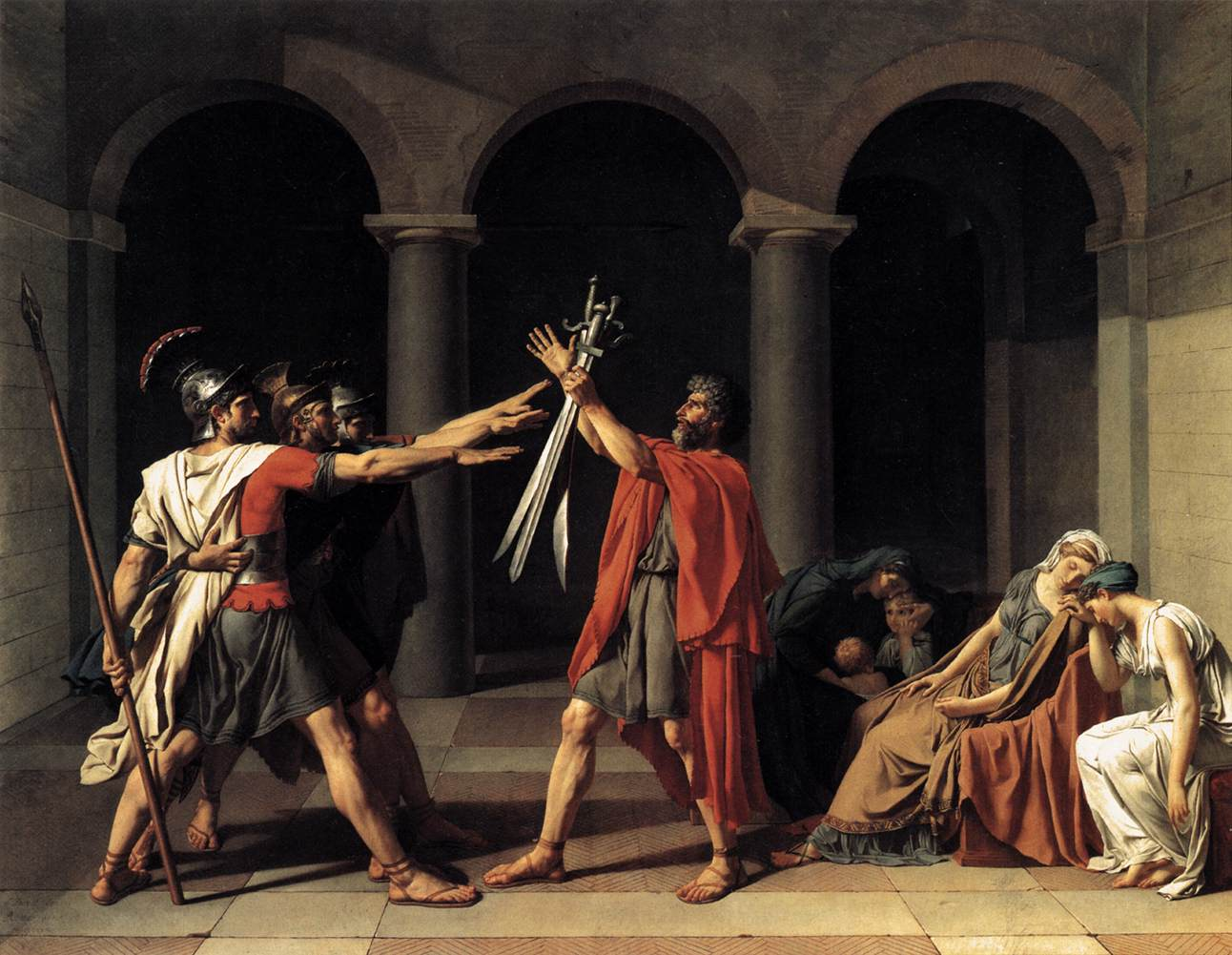
Jacques-Louis David: Der Schwur der Horatier (1784)

Zentrales Mittel zur Veranschaulichung der Handlung in einem Historienbild war lange Zeit die Darstellung der menschlichen Affekte in der Gestik und Mimik der Akteure. David dagegen reduzierte schon im Schwur der Horatier von 1784 und dann besonders im Brutus die Expressivität der Akteure. Brutus zeigt keinen Ausdruck, der Auskunft über seine Gefühle geben könnte, sein Gesicht ist außerdem verschattet. Obwohl sich die Frauen vordergründig ihrer Trauer hingeben, wirken sie in ihrem Verhalten ungewöhnlich zurückgenommen und gehemmt. Auch eine Differenzierung des Ausdrucks, wie sie vormals gefordert wurde, ist in den Gesichtern der Frauen nicht zu erkennen. Diese Affektreduzierung findet sich neben der Strenge der Bildkomposition bereits in den klassizistischen Werken von Joseph-Marie Vien.
Eine wesentliche Anregung für seine neue künstlerische Vorgehensweise scheint David aus den Schriften Johann Joachim Winckelmann erhalten zu haben. Winckelmann sah in der Wiedergabe der Leidenschaften einen wesentlichen Grund für den von ihm beklagten Niedergang der Kunst, wie 1764 ausführlich in seinem Hauptwerk Geschichte der Kunst des Alterthums darlegte. Winckelmanns Ideale waren dagegen „edle Einfalt und stille Größe“, wie er sie bei den griechischen Skulpturen festzustellen glaubte. Nach seiner Auffassung kann nur dieser Zustand wahre Schönheit und einen Einblick in das Wesen der Dinge vermitteln. Wenn Affekte gezeigt werden müssten, so nur in äußerst gedämpfter Form. Insbesondere Charles Le Brun warf Winckelmann vor, mit seiner Affektlehre dem antiken Ideal zuwiderzuhandeln.
Zudem zeigt David seinen Brutus nicht, wie es die klassische Historienmalerei fordert, als strahlenden Helden im Zentrum des Bildes, von dem die Handlung ihren Ausgang nimmt, sondern als eine Person, die in sich gekehrt ihre Entscheidung reflektiert, vielleicht an deren Richtigkeit zweifelt. Im Widerspruch zu ihrer klassischen Rollenzuweisung sind es hier die Frauen, die in das Bildgeschehen eingreifen. Sie reagieren auch nicht auf die Handlung des vermeintlichen Helden, denn Brutus hat bereits gehandelt, sondern auf die Folge seiner Tat, die Herbeibringung der Leichen seiner Söhne. Aber auch die Frauen sind nicht wirklich Agierende, da das Verhängnis bereits seinen Lauf genommen hat. Sie verbleiben in ihrem häuslichen Umfeld, wie der Nähkorb im Zentrum des Bildes veranschaulicht, und trauern jenseits der öffentlichen Wahrnehmung als Privatpersonen.
Im Gegensatz zur klassischen Historienmalerei, die die Akteure in einer gemeinsamen Handlung verbindet, lässt David die Handlung in zwei Teile zerfallen, wie sich auch in der Bildstruktur zeigt. Der männliche Held verbleibt im Dunkeln, während die Frauen durch das Licht hervorgehoben sind. Dadurch ergibt sich keine eindeutige Leseanweisung, wie man sie von einem Historienbild erwarten würde. Diese fehlende Einheit der Handlung wurde David schon von Zeitgenossen zum Vorwurf gemacht. Stattdessen erzeugt David einen Konflikt und bietet dazu zwei Sichtweisen an. Man kann die Entscheidung von Brutus befürworten oder auch den Schmerz der Frauen als angemessen nachvollziehen. Der Betrachter wird dadurch in das Bildgeschehen einbezogen und muss die thematisierten Positionen reflektieren und nachempfinden.
Daher umfasst das Gemälde nach heutiger Ansicht weniger eine politische Stellungnahme hinsichtlich staatsbürgerlichen Pflichten und persönlichen Interessen als vielmehr ein neues künstlerisches Programm, das der in die Krise geratenen Historienmalerei zu neuer Überzeugungskraft verhelfen sollte. David befreite sich in diesem Werk von seinen künstlerischen Vorbildern und lieferte einen Gegenentwurf, der die Ausdrucksmöglichkeiten der Malerei vor dem Hintergrund einer sich verändernden gesellschaftlichen und politischen Situation auslotet.